# Antiproibizionisti sulla droga
Antiproibizionisti sulla droga è stata una lista elettorale libertaria attiva in Italia dal 1989 al 1992, erede del Partito Radicale.
La lista venne costituita da vari esponenti del Partito Radicale, che in due congressi, a Bologna nel 1988 e a Budapest nel 1989, aveva stabilito la propria trasformazione in Partito Radicale Transnazionale e la cessazione della partecipazione diretta alle elezioni italiane.
Gli esponenti radicali quindi intrapresero due diverse strade. Alcuni vennero candidati all'interno di liste di altri partiti: Pannella nella lista laica PLI-PRI, Giovanni Negri e altri nella lista del PSDI, Adelaide Aglietta (che sarà eletta) e altri nella lista dei Verdi Arcobaleno. Altri politici e militanti radicali invece si radunarono in una propria lista, creando anche l'associazione Antiproibizionisti sulla droga – Contro la criminalità politica e comune.

## Risultati elettorali

### Parlamento europeo
| Anno delle elezioni | # di voti complessivi | % di voti complessivi | # di seggi complessivi vinti | +/– | Leader         |
| ------------------- | --------------------- | --------------------- | ---------------------------- | --- | -------------- |
| 1989                | 430,150 (#11)         | 1.24                  | 1 / 87                       | –   | Marco Taradash |

Voto regionale
- Consiglieri alle elezioni regionali in Italia del 1990.